# Самоа
Незалежна Держава Самоа (самоан. Malo Sa’oloto Tuto’atasi o Samoa, англ. Independent State of Samoa) — країна в південно-західній частині Тихого океану в Полінезії, яка займає західну частину однойменного архіпелагу. Попередні назви — Німецьке Самоа (1900—1914) і Західне Самоа (1914—1997). Було прийнято до Організації Об'єднаних Націй 15 грудня 1976 року, з 1970 року — член Співдружності Націй.
Столиця країни — місто Апіа розташоване на острові Уполу, який є одним із двох найбільших островів держави.

## Етимологія назви
Точне походження назви країни невідомо. Існує кілька версій.
За однією з них, «Самоа» являє собою скорочену форму слова «Sa-ia-Moa», що перекладається з самоанської мови як «священний для Моа». З цією версією пов'язана одна з легенд, згідно з якою у бога Всесвіту Тангароа був син, на ім'я Моа, і дочка, на ім'я Лу. Вийшовши заміж, Лу народила сина, якого також назвала Лу. Одного разу вночі, під час сну, Тагалоа почув, як його онук Лу наспівував слова «Moa-Lu, Moa-Lu». Через деякий час Лу змінив їх порядок і став співати «Lu-Moa, Lu-Moa», тобто поставивши своє ім'я попереду імені свого дядька Моа. Тагалоа, почувши це слово, сильно розсердився, порахувавши онука занадто зарозумілим. Він попросив Лу почухати йому спину. Коли Лу почав робити це, Тагалоа схопив хлопчика і почав бити його. Перелякавшись Лу втік і подався жити на землю. Тагалоа також попередив онука про те, щоб той шанував свого дядька Моа. Лу згадав про наказ вже на землі та вирішив назвати свій новий дім «Sa-ia-Moa». Згодом ця назва трансформувалась в «Samoa».
Однак серед місцевих жителів найпопулярніша інша версія. Самоанці вказують на те, що «Moa» означає або «центр» або «курка» (проте на островах Мануа це слово не використовується в даному контексті; там курка позначається словом «manu»). Тому назву держави можна перекласти з самоанської мови як «священний центр всесвіту» або як «місце моа» (моа — місцевий домашній птах, що нагадує курку).
До того ж «Moa» — це прізвище, яке носять володарі королівського титулу Туїмануа.

## Історія

### Полінезійська культура
Острови Самоа, як і острови Фіджі й Тонга, були, як вважають деякі вчені, заселені в V столітті в ході міграції представників культури лапіта з островів Бісмарка, розташованих у Західній Меланезії.
За іншими даними, заселення відбувалося на рубежі II та I тисячоліть до н. е. Острови Самоа були одним із центрів формування полінезійської культури. Саме з Самоа йшло освоєння островів і атолів центральної та східної частини Тихого океану.
Про історію Самоа до появи там європейців є вкрай мало достовірних відомостей. З легенд і переказів, а також виходячи з матеріалів нечисленних археологічних розкопок, відомо, що між племенами, що населяли Самоа, Фіджі й Тонга, йшло постійне криваве суперництво за домінування в регіоні. Імперію Ту'ї Пулоту (Тонга) змінила імперія Ту'ї Ману'а (Самоа), а її — Ту'ї Тонга (бл. 950 н. е.). Аристократичні родини були пов'язані шлюбними зв'язками, що підтримувало культурну та історичну близькість держав.
До середини XVII століття порти Самоа здійснювали основні торгові функції в регіоні, як у середині Полінезії, так і в торгівлі з європейцями.
На островах Самоа деяких хлопчиків з самого дитинства виховують як дівчаток. Такі люди вважаються третьою статтю під назвою «фаафафіна». Вони носять жіночі сукні та займаються жіночою роботою, згодом цілком присвячують себе великій самоанській сім'ї та вихованню дітей. Майже завжди вони перебувають в любовних відносинах з чоловічою статтю, а не з жінками чи іншими фаафафінами, і це положення настільки звично для Самоанської культури, що не вважається гомосексуальністю.

### Європейці на островах

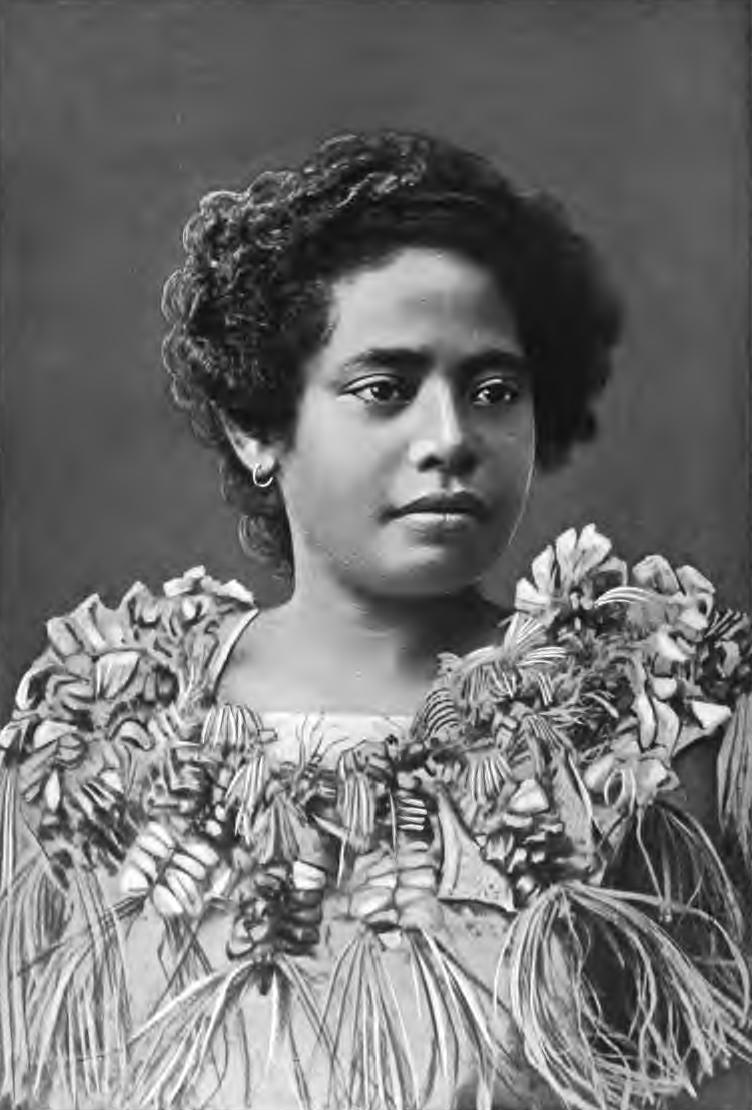
Молода самоанка, 1902

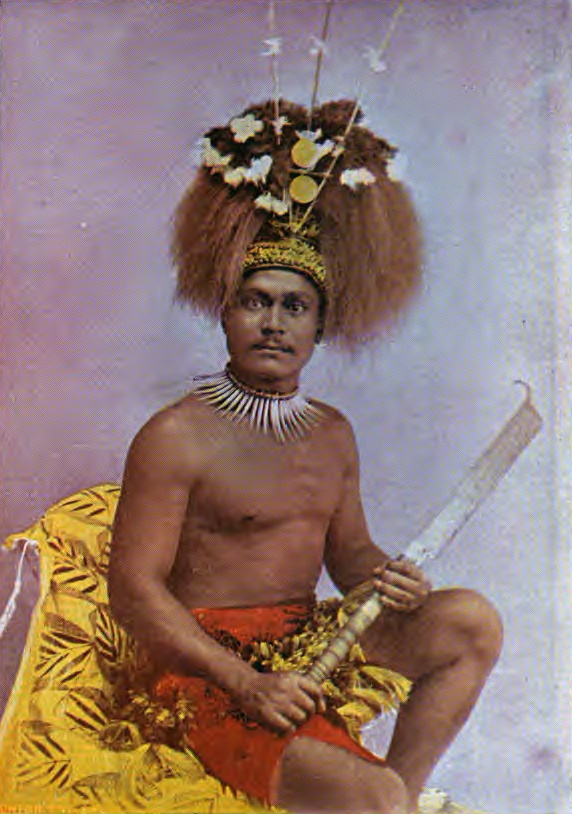
Самоанський воїн, 1896

Європейським першовідкривачем островів став голландський мандрівник Якоб Роггевен, що висадився на Самоа у 1722 році. Згодом, в 1768 році, на архіпелазі побував французький мореплавець Луї Антуан де Бугенвіль, який назвав його островами Мореплавців. Аж до 1830-х років, коли на острови почали прибувати англійські місіонери та торговці, контакти з чужоземцями були вельми обмеженими. У серпні 1830 року на Самоа свою місіонерську діяльність почав член Лондонського місіонерського товариства Джон Вільямс. Самоанці мали репутацію дикого і войовничого народу, чому послужили часті зіткнення місцевих жителів з французами, британцями, німцями та американцями, які використовували Самоа до кінця XIX століття для заправки пароплавів вугіллям. До того часу на Самоа йшов процес розкладу первіснообщинного ладу та формування класового суспільства: остров'яни ділилися на знать і рядових общинників, виникли досить великі територіальні об'єднання на чолі з верховними вождями.
До середини XIX століття за контроль над островами розгорілося суперництво між Німеччиною, Британією і США, що виражалося в спрямуванні в район островів військових кораблів, підтримки ворогуючих між собою вождів Самоа, постачання їм зброї, організації навчання і навіть в прямій участі в міжусобних сутичках. Вже з середини XIX століття ці три держави почали збільшувати свою присутність на Самоа: в 1847 році Британія відкрила своє консульство в Апіа, в 1853 році за нею пішли США, а в 1861 році — Німеччина. У 1881 році суперники домовилися визнати самоанським королем верховного вождя Малієтоа Лаупепу, проте король Лаупепа в 1885 році вступив у відкритий конфлікт з німцями, які у відповідь почали підтримувати його головного суперника Тамасесе. Скориставшись фактичним пануванням Німеччини на Самоа і відсутністю єдності серед англійців і американців, німці в 1887 році скинули Лаупепу, відправили його у вигнання, а королем проголосили Тамасесе. Німецький капітан Брандейс, призначений прем'єр-міністром, обклав всіх самоанців високими податками та, спираючись на німецькі військові кораблі, спробував кривавими репресіями зміцнити своє положення на островах. Ці дії призвели до низки протестів серед корінних жителів. На чолі незадоволених встав вождь Матаафа, який користувався великою популярністю. Після перемоги воїнів Матаафи над військами Тамасесе німецькій владі довелося відкликати Брандейса. Вражений цією невдачею, німецький консул наказав атакувати з моря села прихильників Матаафи.
Стурбовані агресивними діями німців, уряди Британії та США відправили на острови збройні сили для відстоювання своїх інтересів. Це призвело до восьмирічної громадянської війни, фактично інспірованої протиборчими зовнішніми силами. Всі три країни відправили до Апіа свої військові кораблі, і великомасштабна війна здавалася неминучою, проте 16 березня 1889 року сильним штормом флоту було завдано серйозний збиток, що призвело до припинення військового конфлікту. У результаті Берлінської угоди над островами був встановлений протекторат трьох держав.
Проте вже в 1899 році острови Самоа були розділені на дві частини (лінія розділу пройшла по 171° зх. д.): східна група, відома зараз під назвою «Американське Самоа», стала територією США (острови Тита — в 1900-му, Мануа — в 1905-му); західні острови отримали назву «Німецьке Самоа», а Британія відмовилася від претензій в обмін на повернення Фіджі та деяких інших меланезійських територій.
Першим німецьким губернатором був призначений Вільгельм Зольф, який пізніше став секретарем колоній Німецької імперії. У роки німецького правління в країні постійно проходили виступи проти колоніального режиму. Найбільше повстання, яке було жорстоко придушене німецькими військами, відбулося в 1908 році.

### Самоа в XX столітті

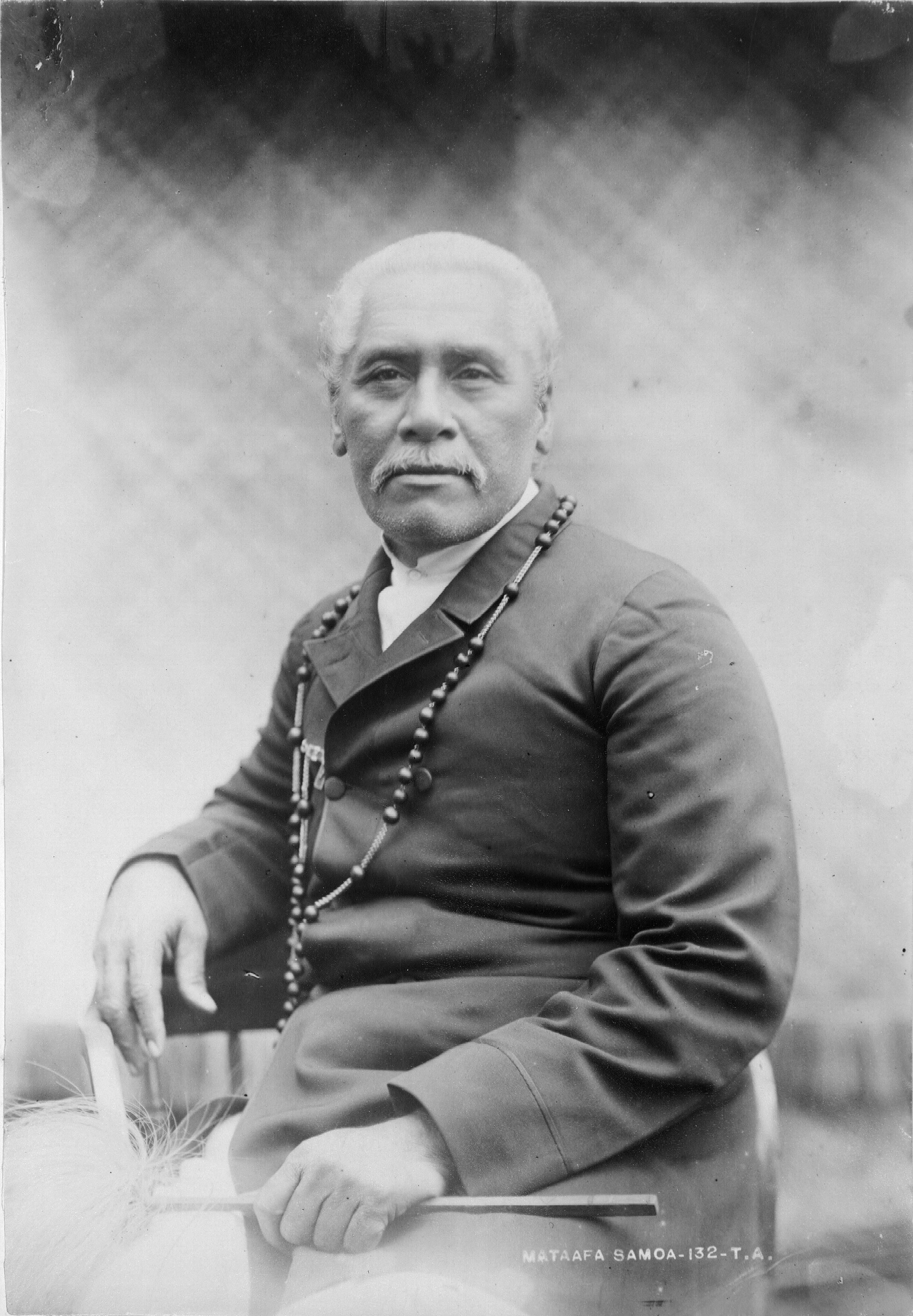
Матаафа Йосефо (1832—1912), вождь Самоа

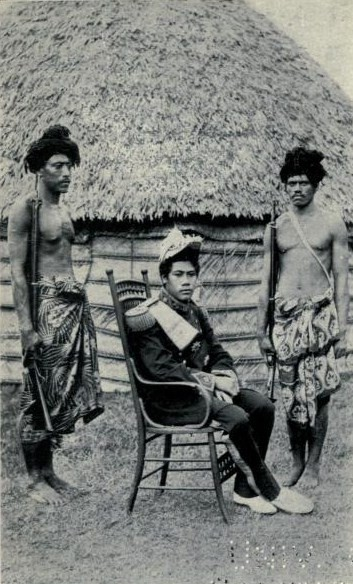
Малієтоа Танумафілі I (1879—1939)

29 серпня 1914 року новозеландський загін чисельністю 1374 осіб із метою захоплення німецької радіостанції висадився на Уполу. Не отримавши відсіч від німців, новозеландці швидко захопили острови.
З кінця Першої світової війни до 1962 року Самоа перебував під управлінням Нової Зеландії, спочатку за мандатом Ліги Націй, а пізніше — ООН. Приблизно п'ята частина населення Самоа померла в результаті пандемії іспанського грипу 1918—1919 років, через те, що новозеландська влада не змогла забезпечити ефективний карантин, що взагалі було неможливим.
На початку 1920-х років мешканці Західного Самоа заснували патріотичну організацію «Мау» («Думка») з гаслом «Самоа для самоанців», що являла собою ненасильницький народний рух проти поганого поводження новозеландської адміністрації з народом Самоа. «Мау» керував Олаф Фредерік Нельсон, напівсамоанець, напівшвед. Серед використовуваних форм протесту були несплата податків, припинення роботи на плантаціях, непокора колоніальному суду, створення власних органів управління. Нельсон був вигнаний з країни в період 1920-х — початку 1930-х років, але продовжував підтримувати організацію фінансово і політично.
28 грудня 1929 року новообраний лідер руху тупу Тамасесе Леалофі вивів «Мау» на мирну демонстрацію в Апіа. Поліція Нової Зеландії спробувала заарештувати одного з лідерів демонстрації, що призвело до зіткнення. Поліціянти почали хаотичну стрілянину по натовпу з кулемета Льюїса. Лідер руху Тамасесе, який намагався внести спокій і порядок серед демонстрантів, був убитий. Ще 10 демонстрантів загинули в той же день, а 50 у результаті дій поліції отримали кульові поранення і каліцтва. Цей день в Самоа відомий як «Чорна субота». Незважаючи на постійні репресії, «Мау» росло, залишаючись ненасильницьким рухом.
Після Другої світової війни Західне Самоа з мандатної стало підопічною територією Нової Зеландії, яка почала проведення політичних реформ, у тому числі надавши території обмежене самоврядування. У 1961 році був проведений референдум, в ході якого жителі Західного Самоа висловилися за надання незалежності. З Новою Зеландією було підписано угоду, згідно з якою та взяла на себе оборону Західного Самоа, а також його представництво у зносинах з іноземними державами. 1 січня 1962 року Західне Самоа стало першою тихоокеанською острівною державою, що одержала незалежність.
У липні 1997 року до конституції країни були внесені поправки, що закріпили нову назву держави — «Самоа», під якою вона вступила в ООН в 1976 році. Адміністрація Східного Самоа виступила з протестом проти перейменування, стверджуючи, що тим самим поставлена під сумнів національна ідентичність самого Східного Самоа. На Східному Самоа досі у відношенні Самоа і його жителів використовуються вирази «Західне Самоа», «західносамоанське».
Попри те, що мешканці обох Самоа належать до однієї нації та мають одну мову, між ними існують культурні відмінності. Вихідці зі Східного Самоа зазвичай виїжджають на Гаваї та на континентальну частину США, а самі жителі переймають специфічні американські інтереси, такі як американський футбол і бейсбол. Вихідці із Західного Самоа зазвичай орієнтовані на Нову Зеландію, чий вплив можна оцінити по великій популярності регбі та крикету.

## Політичний устрій

### Державний лад
Конституція 1960 року, яка набрала чинності після здобуття незалежності, встановила республіканську форму правління, засновану на Вестмінстерській парламентській системі в поєднанні з місцевими традиціями та звичаями.

#### Законодавча влада

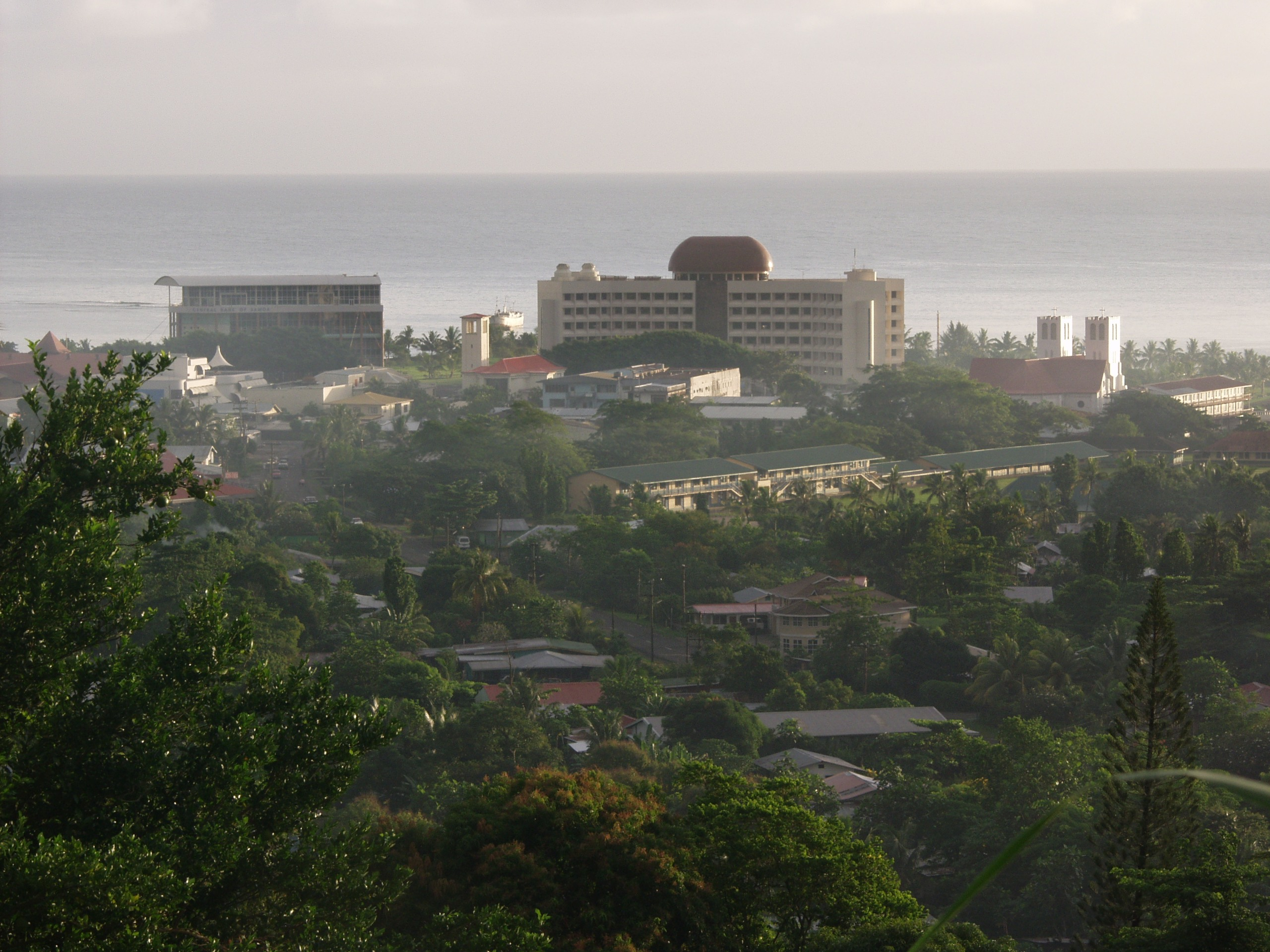
Будівля уряду в Апіа

Законодавчим органом країни є однопалатний парламент — Національні законодавчі збори (Fono Aoao Faitulafono). До його складу входять по одному представнику від 41 територіального виборчого округу, шість додаткових членів, а також 2 депутати, які обираються людьми, включеними в спеціальні виборчі списки громадян несамоанського походження. Правом обрання в асамблею володіють тільки громадяни Самоа. Депутати обираються на основі загального виборчого права. Термін повноважень депутатів — 5 років.
На першому після виборів засіданні члени парламенту зі свого складу обирають спікера.
Глава держави Самоа може в будь-який момент призначити перерву в роботі парламенту, а також розпустити його після консультацій з прем'єр-міністром країни.
Парламент Самоа наділений правом видання законів шляхом прийняття законопроєктів. Після схвалення законопроєкту парламентом він прямує на розгляд главі держави, який повинен підписати або відхилити законопроєкт за рекомендацією прем'єр-міністра.

#### Виконавча влада
Виконавча влада Самоа зосереджена в руках глави держави.
Титул глави держави самоанською мовою називається О ле Ао про ле Мало (самоан. O le Ao o le Malö), що можна перекласти як "вождь уряду ": ао — титул вождів, мало означає «уряд».
У 1962 році, коли Самоа отримала незалежність, двом верховним вождям, Маліетоа Танумафілі II та Тупуа Тамасесе Меаоле, було надано довічне право обіймати посаду глави держави. Тупуа Тамасесе Меаоле помер у 1963 році, Маліетоа Танумафілі II помер 11 травня 2007 року у віці 95 років. На той час він був найстаршим з живучих монархів усього світу
. Його наступник Туїатуа Тупуа Тамасесе Ефі (старший син Тупуа Тамасесе Меаоле) був обраний парламентом на посаду глави держави, згідно з конституцією, строком на п'ять років 17 червня 2007 року.
За Конституцією глава держави (за винятком перших двох О ле Ао о ле Мало) обирається Законодавчими зборами зі свого складу на 5 років і може бути переобраний необмежену кількість разів. Глава держави має в основному представницькі функції, але має право вето на рішення парламенту. Фактично на цю посаду претендують тільки члени родин Малієтоа і Тупуа.
Кабінет міністрів займається загальним керівництвом та контролем виконавчої влади країни, а також несе колективну відповідальність перед парламентом. Кабінет міністрів очолює прем'єр-міністр Самоа, який призначається главою держави за рекомендацією парламенту. Також глава держави за порадою прем'єр-міністра з-поміж депутатів Законодавчих зборів призначає не менше восьми та не більше дванадцяти міністрів країни.

#### Судова влада
Система судових органів Самоа представлена апеляційним судом, Верховним судом, магістратськими судами, сільським фоно (англ. Village Fono) і земельним судом (англ. Land and Titles Court).
Верховний суд Самоа — суд першої інстанції в розгляді кримінальних і цивільних справ. Він складається з голови Верховного суду і декількох суддів. Голова призначається главою держави за рекомендацією прем'єр-міністра. Іншими членами Верховного суду можуть стати тільки особи, які мають досвід практичної діяльності як баристери на території Самоа або іншої передбаченої законом Самоа держави протягом не менше 8 років. Вони призначаються главою держави за рекомендацією Комісії судочинства (англ. Judicial Service Commission).
Верховний суд також розглядає апеляції на рішення Мирового суду з позовами, сума яких від $40 і вище.
Голова Верховного суду та його інші судді становлять апеляційний суд, який розглядає апеляції на рішення Верховного суду з позовами, сума яких $400 і вище.
Конституція також передбачає створення магістратського суду, або фаамасіно фесоасоані, який розглядає цивільні позови, сума яких не перевищує $40 (в окремих випадках — до $200), а також кримінальні справи, сума збитків по яких не перевищує $40 (в окремих випадках — до $200).
Мировий суд діє згідно з «Актом про мировий суд 1969». Він розглядає цивільні позови, сума яких не перевищує $1000, а також кримінальні справи, сума збитків по яких не перевищує $1000.

#### Виборчі округи
Країна розділена на 41 виборчий округ, які називаються фаїпуле (самоан. faipule). Вони не виконують будь-яких адміністративних функцій. Виборчими правами наділяються всі громадяни Самоа, які досягли 21 року.
Раніше тільки матаї (вожді) мали право голосу. Загальне виборче право було введено в 1991 році, але досі тільки матаї можуть балотуватися до парламенту. У країні понад 25 000 мату, близько 5 % з них — жінки.

#### Місцеве управління
На місцевому рівні селами та округами управляють матаї. Село населяє кілька аінг (громад). Голова найбільшої знатної аінгі є матаї всього села. Він засідає в сільській раді (Фоно) разом з главами інших громад. Десять — дванадцять сіл складають округ. У гостьовому будинку найвпливовішого села збирається окружне фоно, в якому беруть участь глави всіх сіл.
Округом (ітумало) управляє окружний вождь, при цьому в кожному ітумало він носить свій титул, наприклад:
- Аана — Туї Аана
- Аїга-і-ле-Таї — Леїатауа
- Атуа — Туї Атуа
- Ваа-о-Фоноті — Таламаївао
- Палаулі — Ліломаїава
- Сатупаїтеа — Тонумаїтеа
- Туамасага — Малієтоа

### Політичні партії
Основними політичними партіями країни є Демократична об'єднана партія Самоа (раніше — Національна партія розвитку Самоа — SNDP) і Партія захисту прав людини (HRPP). Діють також Партія Самоа, Прогресивна політична партія Самоа і Християнсько-демократична партія.
У 1991 році HRPP зайняла 39 з 40 місць в Фоно, на виборах у квітні 1996 року — 34 з 49 місць. На виборах у березні 2001 року HRPP зайняла 1-ше місце, посівши 24 місця в Фоно, але не отримала парламентської більшості (SNDP отримала 13 місць, об'єднані незалежні кандидати — 11). У березні 2006 року HRPR отримала 33 місця, Демократична об'єднана партія Самоа — 10 місць, об'єднані незалежні кандидати — 6 місць.

### Зовнішня політика
Самоа є членом Співдружності Націй, Організації Об'єднаних Націй (ООН) і її спеціалізованих агенцій, Азійського банку розвитку, Форуму тихоокеанських островів, Міжнародного валютного фонду, Світової організації торгівлі (як спостерігач) та інших міжнародних організацій.
Дипломатичні відносини між СРСР і Західним Самоа були встановлені в 1976 році.

### Відносини з Україною
Дипломатичні відносини між Україною та Самоа встановлені у вересні 2013 року шляхом підписання Спільного комюніке про встановлення дипломатичних відносин Постійними представниками в ООН.

## Рельєф
Складається з островів Саваї й Уполу, плюс два невеликих тропічних острови й острівці; на більшості островів гірські хребти, сліди потоків лави на Саваї;

## Географія

### Географічне розташування

Карта Самоа

Країна розташована в західній частині архіпелагу Самоа між 171° 20’ і 172° 50’ зх. д. і між 14° 10’ і 13° 20’ пд. ш. Загальна площа суші становить 2935 км² і включає два великих острови — Саваї (1825 км²) і Уполу (1100 км²) — і шість дрібних, з яких заселені лише Манон і Аполіма.
У володінні Самоа — 130 000 км² виключної прибережної економічної зони та 23 100 га рифів і лагун (глибиною не більше 5 м). Країна межує з Токелау — на півночі, Американським Самоа — на сході, Тонга — на півдні, островами Волліс і Футуна — на південному заході, Тувалу — на північному заході.

### Рельєф

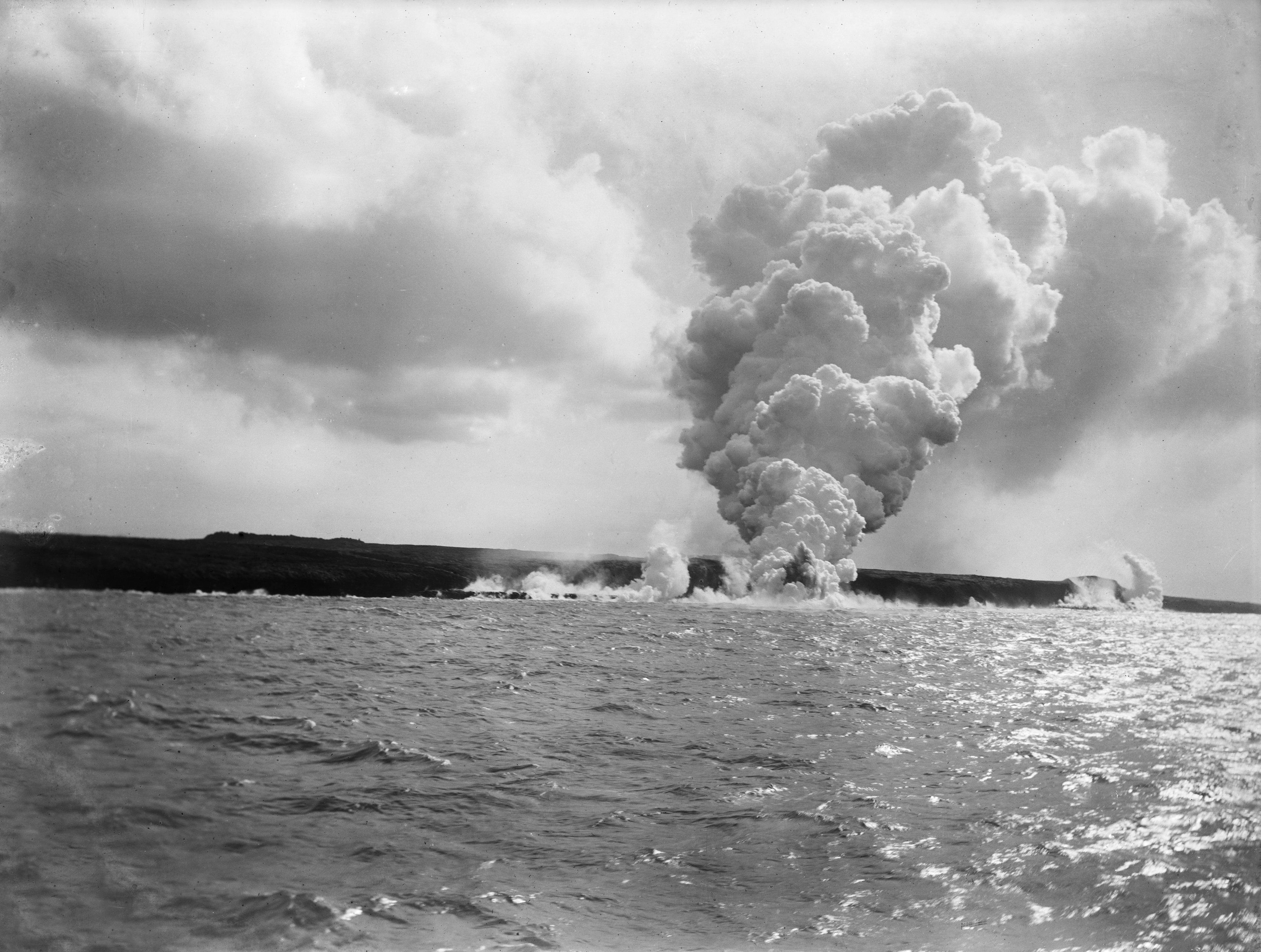
Matavanu виверження вулкана на острові Саваї, 1905.

Рельєф островів, що входять до складу Самоа, переважно гористий, оскільки острови є продовженням підводного хребта вулканічного походження. Найвищі точки — Сілісілі (Саваї) (1857 м) і Фіто (1115 м) (Уполу). Вершини на двох великих островах прорізані глибокими ущелинами, в яких розташовані широкі долини. Схили, що виходять до моря, здебільшого круті та обривисті. Берегова смуга — вузька, порізана лагунами та кораловими рифами. Саме в низинній прибережній смузі між гірськими масивами та морем зосереджені села самоанців.
Російський мореплавець Отто фон Коцебу, який відвідав Самоа в 1824 році, писав про «щедрість тутешньої природи, що одягає в зелене вбрання навіть обривисті скелі».

### Клімат

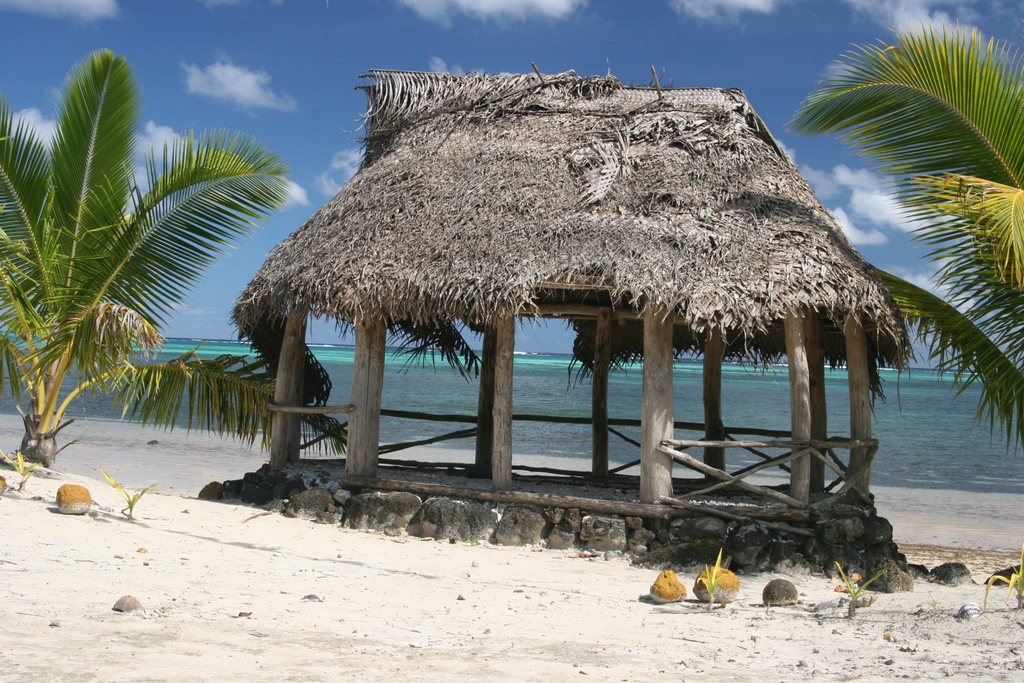
Село на о. Маноно

Клімат Західного Самоа — вологий тропічний. Середня річна температура 26,5 °C, річна амплітуда не перевищує 2 °C.
За кількістю опадів рік поділяється на 2 сезони: вологий (листопад — квітень), коли пасатна циркуляція часто порушується циклонами, що приходять з північного заходу, і сухіший (травень — жовтень), в цей час на островах переважають південно-східні пасати. На рівнинах випадає 2000—3000 мм опадів на рік; кількість їх зростає з висотою і досягає 5000—7000 мм. На навітряних (південних і східних) схилах дощів випадає більше, ніж на підвітряних (північних і західних). Середня відносна вологість дорівнює 80 %. Відносна вологість у середньому становить 80 %, середня річна кількість сонячних годин — 2500.
Переважний напрямок вітрів — північно-східний, на який припадає 80 % часу вологого сезону і 50 % — сухого сезону. Середні швидкості вітру — близько 20 км/год з поривами до 48 км/год.
Самоа періодично піддається впливу тропічних циклонів. У 1990 і 1991 роках на острови обрушилися циклони Офа та Вал, швидкість вітру до 180 км/год. Найбільш спустошливим для країни був «ураган століття», що обрушився на Західне Самоа в січні 1966 року. Швидкість вітру досягала 200 км/год.

### Геологічна будова

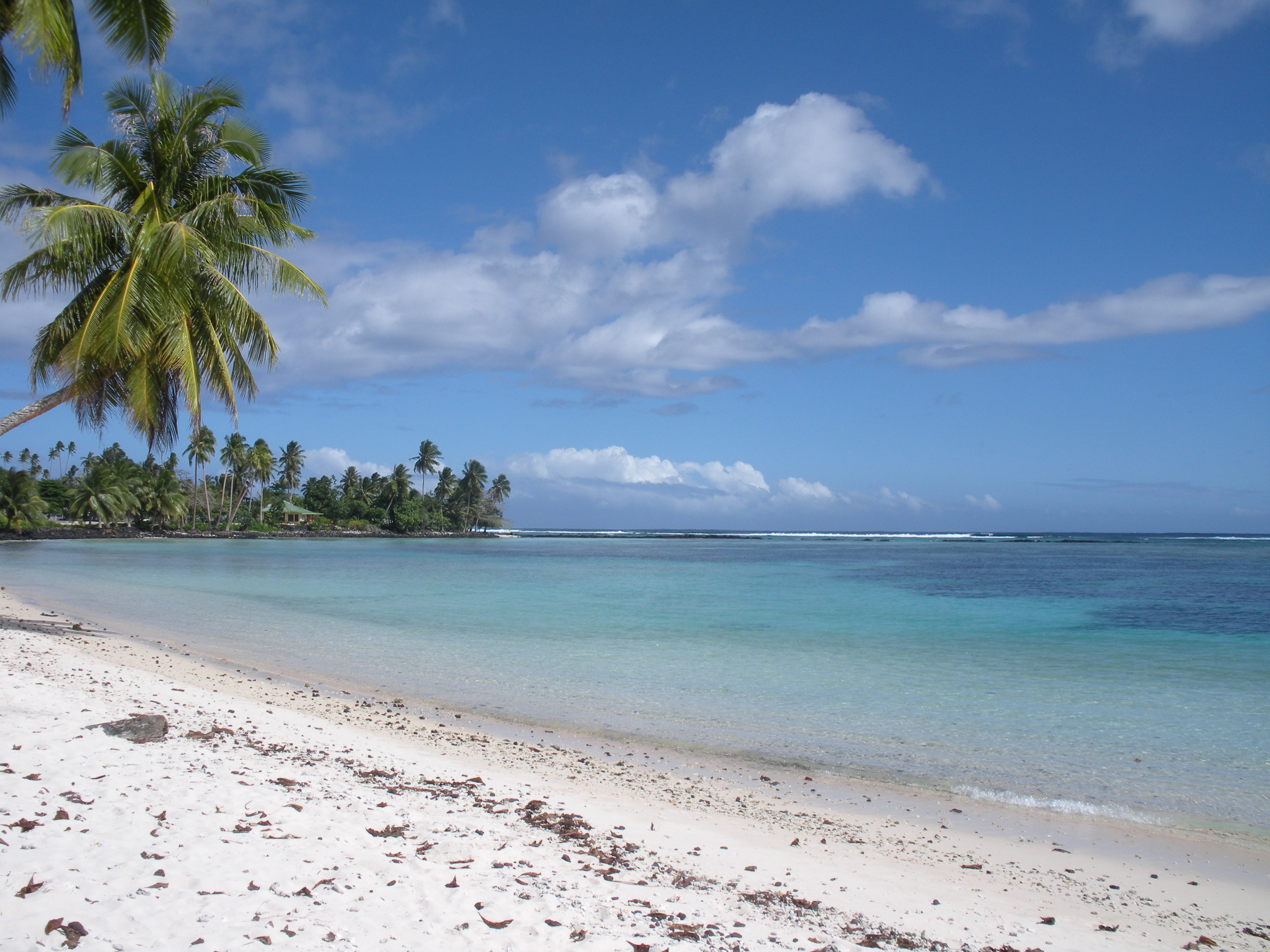
Пляж на острові Уполу

Сейсмографи обсерваторії в місті Апіа досить часто реєструють підземні поштовхи, але ці поштовхи поки не викликали руйнувань. Попри те, що всі острови вулканічного походження, тільки Саваї можна назвати вулканічно активним. Останнє велике виверження датується 1700 роком, менші — 1904—1906 роками. Частина території острова Саваї, що покрита молодими лавами, майже позбавлена рослинності. Проте в інших районах у результаті розмиву і вивітрювання давніших вулканічних порід утворилися родючі ґрунти. Особливо багато таких земель на острові Уполу.
Корисних копалин в країні не знайдено.

### Водні ресурси

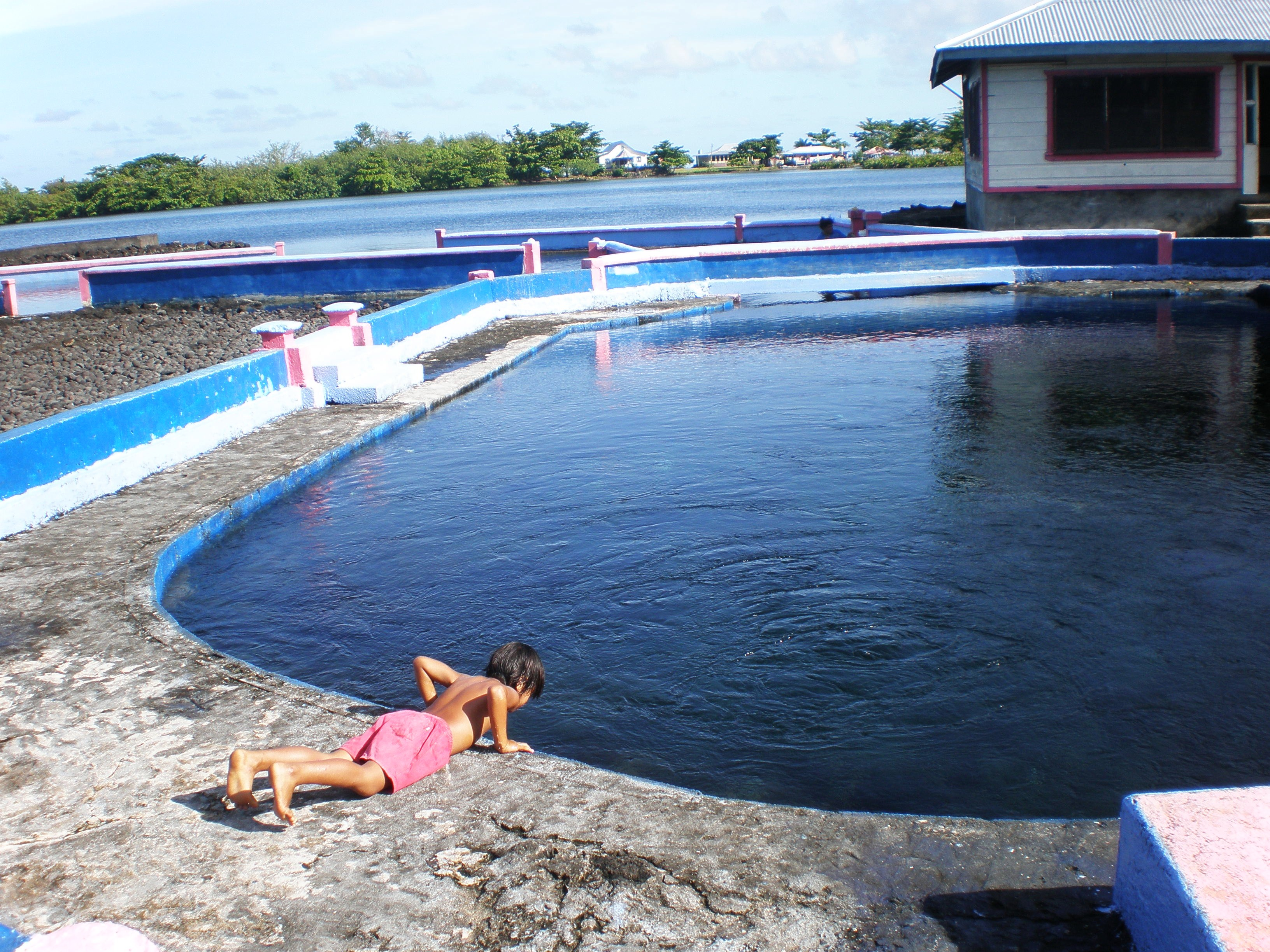
Село Матаваї на острові Саваї

Самоа з усіх сторін омивається Тихим океаном. Острови Уполу і Саваї розділені протокою Аполіма, в якій розташовані дрібніші острови Манон і Аполіма.

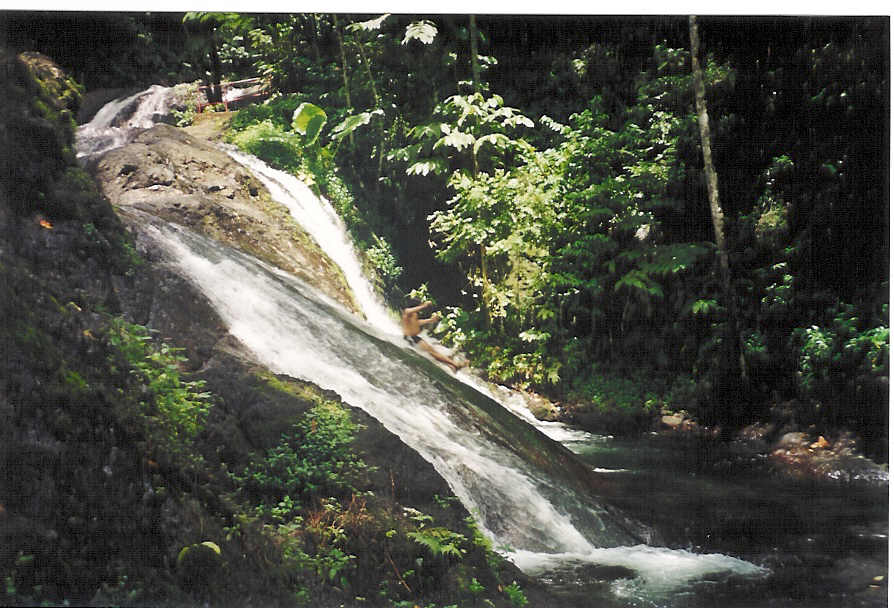
Невеликий водоспад на Уполу

Понад 3/4 населення країни має доступ до водопровідної води. Тим не менш, велика кількість води втрачається через витоки внаслідок слабкої інфраструктури та поганого збереження водопроводів.
Вулканічне походження Самоа спричинило великий вплив на місцевість, яка рясніє дрібними річками та водоспадами, крім західної частини Уполу і більшої частини Саваї. Традиційними джерелами прісної води для місцевого населення в цих районах є ґрунтові та дощові води. На Саваї для цих цілей використовують річки, попри те, що вони розташовані ближче до узбережжя. Під час сухого сезону водойми часто пересихають. У багатьох районах кількості води, що постачається, недостатньо для задоволення потреб в питті та гігієні.
У Апіа кількість і якість прісної води зменшується через непристосованість водопроводів до швидких течій річок, які є головним джерелом прісної води в столиці. Деякі райони Саваї також відчувають гостру нестачу води протягом усього року. Місцеві жителі задовольняють потреби, збираючи в цистерни дощову воду.
Незважаючи на рясні опади, майже вся вода випаровується, а також вбирається пористим ґрунтом протягом 3—6 місяців після закінчення дощового сезону.

### Ґрунти
Велика частина ґрунтів, розташованих в гористих районах островів, утворена з вулканічного попелу. Здебільшого він містить олівіновий базальт, при цьому бідний калієм і фосфором. Однак, часті опади та сприятливі температурні умови сприяють підвищенню родючості ґрунту.
На Самоа є відмінності між ґрунтами гір, пагорбів і рівнинних місцевостей. У гірських районах спостерігається тенденція збільшення товщини шару ґрунту з висотою, хоча, як правило, ґрунти цих районів Самоа не використовуються для потреб сільського господарства.

### Флора і фауна
Флора Самоа різноманітна (налічується близько 775 видів рослин, з яких 30 % — ендеміки архіпелагу). Серед рослин зустрічаються лат. Atuna racemosa, лат. Bischofia javanica, лат. Canarium harveyi, лат. Glochidion ramiflorum, лат. Gnetum gnemon, лат. Hoya australis, лат. Macaranga harveyana. Дві третини поверхні островів займають вологі тропічні ліси, для яких характерна велика кількість деревовидних папоротей. Зустрічаються цінні породи з дуже твердою деревиною. Поширені крупнолисті миртового та орхідеї. Ліси розташовані в основному на гірських схилах, а на узбережжі переважають оброблені плантації. На вершинах найвищих гір ліса змінюють дрібнолісся і чагарники. 150 видів самоанських рослин використовуються в медичних цілях.

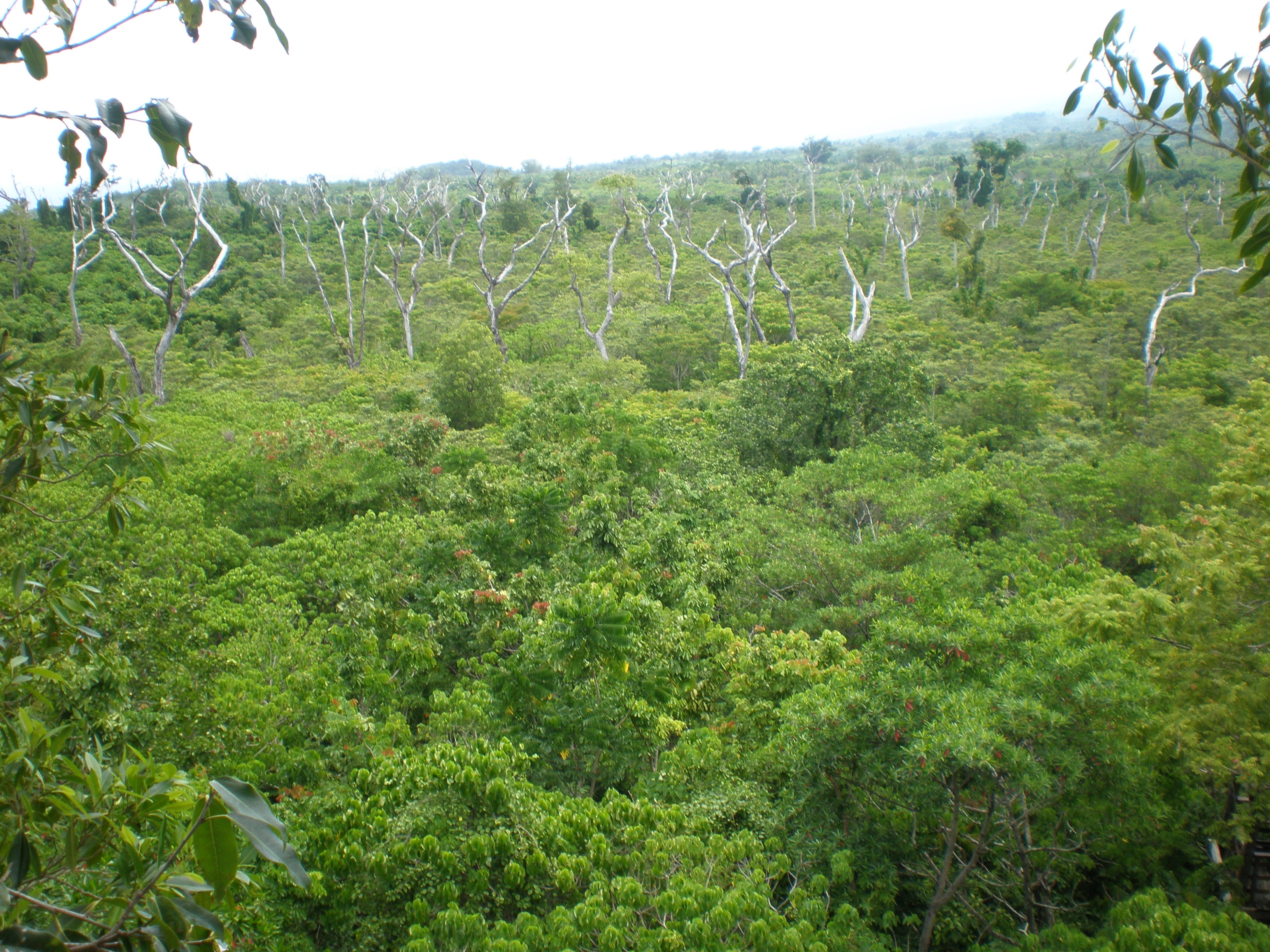
Ліс Фалєалупо

Фауна Самоа, як і інших островів Полінезії, відносно бідна. До появи на островах людини з ссавців на суші мешкали кажани, а в прибережних водах — дельфіни. Стародавні полінезійські мореплавці привезли сюди собак та свиней, а європейці — велику рогату худобу і коней. Також з кораблями на острови проникнули щури, що розселилися по всьому архіпелагу.
Значно різноманітніше представлені птахи (медоноси, сміттєві кури, голуби, дрібні папуги та ін.) Всього на острові постійно мешкають 43 види птахів, з яких 8 — ендеміки, наприклад, зубчастодзьобий голуб Didunculus strigirostris. Полінезійці завезли сюди курей, а європейці — іншу свійську птицю. З плазунів зустрічаються ящірки (7 видів) і змії (1 вид). Багато комах, особливо метеликів (21 вид). На узбережжі водяться черепахи та краби.
Океанські води багаті рибою, в тому числі цінними промисловими породами. Далеко від берегів водяться акули, тунці, макрель, меч-риба, на мілководді — кефаль, морські вугри. На коралових рифах живуть численні молюски.

## Адміністративний поділ

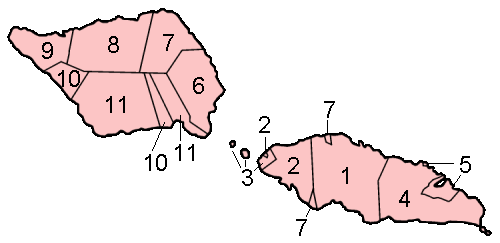
Округи Самоа

Територія Самоа ділиться на 11 ітумало (округів), які сформувалися ще до появи на островах європейців. Кожен округ має свій конституційний устрій (фаавае), заснований на традиційному порядку старшинства титулів у фаалупеге (традиційному привітанні) кожного округу.
Село, що є адміністративним центром округу, веде справи округу, координуючи свої рішення з центрами інших округів. Наприклад, центром округу Аана є Леулумоега. Верховний вождь Аани носить титул ТуїАана. Рада вождів, що привласнює цей титул, — Фалеїва (Будинок дев'яти) — засідає в Леулумоегє. Аналогічно цьому ведуться справи в інших округах. Наприклад, в окрузі Туамасага титул верховного вождя називається Малієтоа і надається радою вождів Фалє Туамасага, що засідає в Афезі.
Уполу (включно з дрібними островами):
- Туамасага (Афега)
- Аана (Леулумоега)
- Аїга-і-ле-Таї (Муліфануа)1
- Атуа (Луфілуфі)²
- Ваа-о-Фоноті (Самамеа).

Саваї:
- Фаасалелеага (Сафотулафаї)
- Гагаемауга (Салеаула)³
- Гагаїфомауга (Аопа)
- Ваїсігано (Неїафу)
- Сатупаїтеа (Гаутаваї)
- Палаулі (Ваїлоа і Палаулі).

1 Включно з островами Маноно, Аполіма і Нуулопа
² Включно з островами Алеїпата і Нуусафеє
³ Частина округа розташована на Уполу (включно з селами Саламуму-Уту і Леауваа)

### Міста

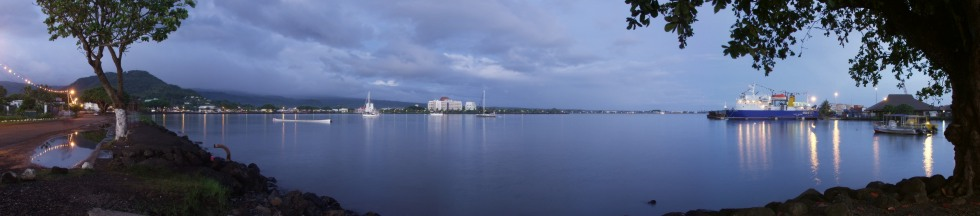
Столиця Незалежної Держави Самоа — Апіа

Єдиним містом і основним портом Самоа є столиця — місто Апіа, розташоване на північному узбережжі Уполу. Його населення — 33 тис. жителів. Місто має форму розігнутої підкови на березі бухти, відокремленої від відкритого моря грядою коралових рифів. Через прохід в цій гряді в бухту заходять океанські судна. В Апіа є лікарня, бібліотека, обсерваторія, кінотеатр, три готелі, кілька дрібних підприємств; тут розташовані урядові установи, а також контори іноземних компаній, що діють в Самоа. Центр Апіа забудований одноповерховими й двоповерховими будинками, над якими височать дзвіниці численних церков. Ближче до околиць споруди європейської архітектури змінюються традиційними та напівтрадиційними оселями. Місто розташоване на відстані 4500 км на північний схід від Канберри (Австралія), 4235 км — на південний захід Гаваїв і 2500 км — на північний схід від Окленда (Нова Зеландія).